# Minniza barkhamae
Minniza barkhamae är en spindeldjursart som beskrevs av Volker Mahnert 1991. Minniza barkhamae ingår i släktet Minniza och familjen Olpiidae. Inga underarter finns listade i Catalogue of Life.